# Speed Queen
Speed Queen es un fabricante de lavadoras y equipamientos para lavandería, fundada en Ripon, Wisconsin, en los Estados Unidos. Speed Queen es subsidiaria de Alliance Laundry Systems LLC, actualmente el fabricante líder en equipamientos para lavanderías. El Grupo ofrece un amplio catálogo de productos domésticos y comerciales, incluyendo lavadoras, secadoras y extractores de lavado. Estas máquinas son fabricadas para uso particular, público o para negocios, como lavanderías autoservicio.
La marca está muy bien posicionada en el sector de las lavanderías, proveyendo a más de 70.000 lavanderías alrededor del mundo. La firma está desarrollando actualmente una red europea de lavanderías autoservicio, con un foco especial en Francia, España e Italia como mercados con más actividad, además, está planeando expandir sus actividades a Asia y Latinoamérica.

## Historia

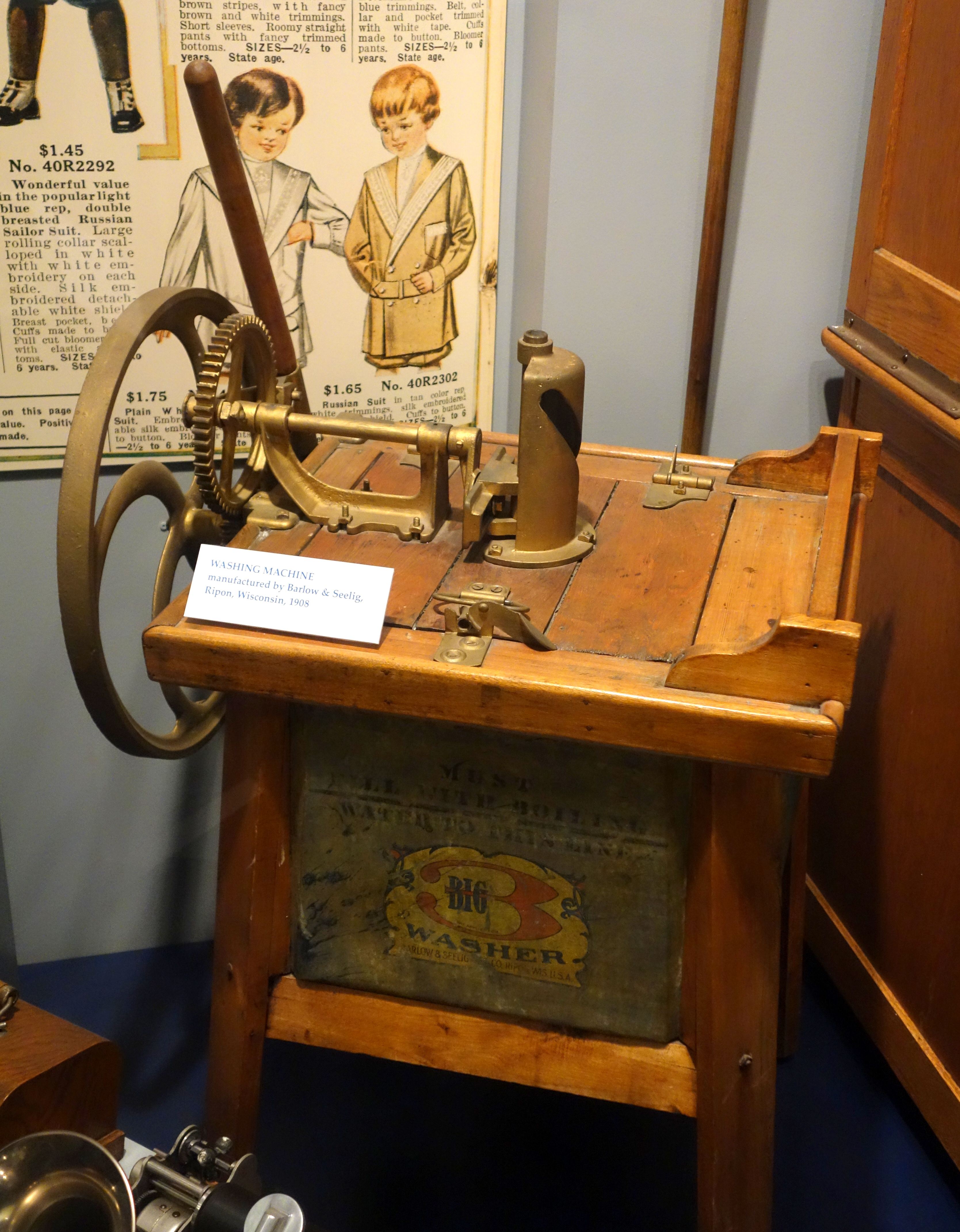
Lavadora Barlow and Seelig, Ripon, Wisconsin, 1908 - Wisconsin Historical Museum

La firma Speed Queen fue fundada por Joe Barlow y John Seelig en 1908 bajo el nombre “Barlow ( Seelig Manufacturing”. Los dos socios comenzaron mejorando el diseño de las máquinas existentes.

El primer local de Speed Queen estaba localizado detrás de una tienda en Ripon, Wisconsin. El primer modelo de lavadora fue bautizado “White Cloud” (Nube blanca). Un comerciante que trabajaba siguiendo las vías del tren para encontrar clientes, consiguió vender 13 de ellas para una suma total de 96$.
En 1911, Speed Queen fabricó su primera lavadora eléctrica. En 1915, la firma lanzó al mercado el primer escurridor de 2 sentidos. Más tarde, en 1922, Speed Queen se convirtió en la primera empresa en introducir tinas de níquel y cobre en las lavadoras.
El nombre de la marca fue adoptado oficialmente en 1928. En 1939, el níquel y el cobre fueron reemplazados por acero pulido, el cual sigue siento utilizado a día de hoy en la fabricación de las máquinas.
Durante la Segunda Guerra Mundial, Speed Queen ha reorientado su producción para sostener el esfuerzo de guerra. Más tarde, la marca ha sido vendida a McGraw-Edison Company, grupo que poseía también Eskimo fans y Toastmaster, después a Raytheon.
De 1908 a 1950, la compañía se encontraba en un estado de continua expansión, incluyendo durante la Gran depresión. Ventas récord, año tras año, debido a la creciente demanda de lavadoras y secadoras en las casa americanas.
En 1998, Raytheon Commercial Laundry, propietario de la marca Speed Queen, fue vendida a Alliance Laundry Systems.
Alliance opera, principalmente, en los Estados Unidos. La mayoría de sus 2730 empleados y unidades de producción están instaladas en Ripon. Pero el grupo también tiene planes para China y la República Checa y ha abierto una serie de subsidiarias en Europa, por ejemplo en Madrid y Barcelona.
Desde 2015, BDT Capital Partners se ha convertido en el mayor accionista de Alliance Laundry Systems.

## Productos
Los productos y servicios de Speed Queen están enfocados a particular, hoteles y hostales, en estos casos nos referimos a lavanderías ‘on-site’ (en el sitio), así como a emprendedores.  
Speed Queen ofrece a los gestores de una lavandería autoservicio un catálogo de productos y servicios que incluyen desde la localización de la lavandería y creación del plan de negocio hasta la apertura y mantenimiento posteriores de la lavanderías. Los principales productos de la marca son lavadoras, extractores para lavadoras, secadoras y planchas. 

## Red

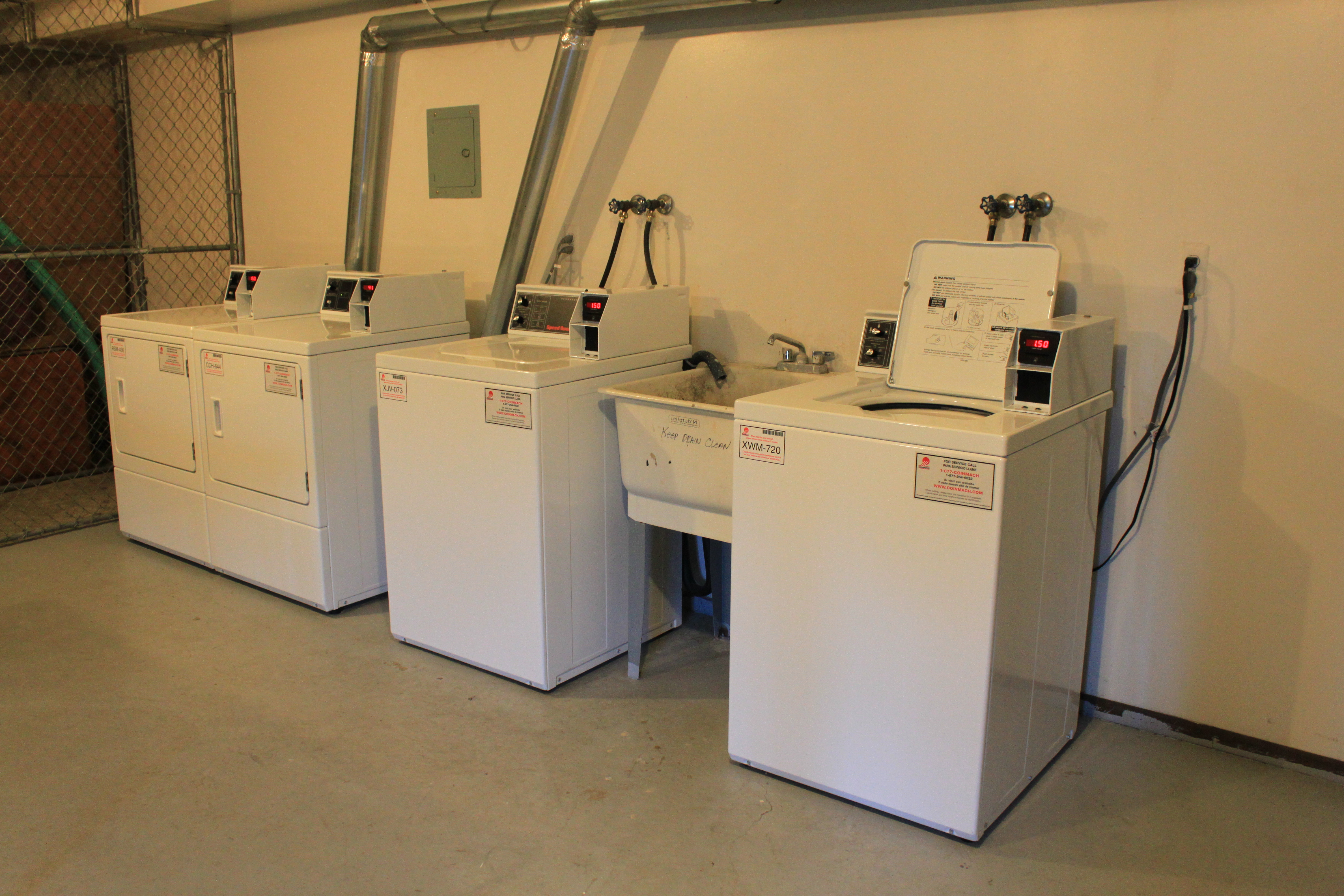
Modelos de lavadoras y secadoras Speed Queen

Speed Queen está en proceso de extensión de su red de lavanderías autoservicio internacionalmente. En Europa recientemente, ha abierto lavanderías en varias ciudades. El objetivo es conseguir un crecimiento exponencial en los 5 continentes para el año 2020
Speed Queen también puede encontrarse en Asia y Sudamérica, más concretamente en México y Colombia.

## Premios y menciones
En 2016 Speed Queen fue elegida por tercer año consecutivo como la marca más recomendada por mujeres Americanas. Este premio-Women’s Choice Award- de acuerdo con Delia Passi, CEO y Fundadora de Women Certified Inc., identifica a las marcas preferidas por las mujeres.

## Acciones solidarias
La compañía ha realizado una serie de iniciativas solidarias. En 2013, Speed Queen comenzó una colaboración con la Breast Cancer Research Foundation (Fundación de Investigación para el Cáncer de Mama) - con vistas a apoyar la investigación de una cura para este cáncer. Speed Queen utilizó los beneficios de una edición limitada de secadoras.
En 2015, en Washington, Speed Queen organizó una gala benéficia para la lucha contra la violencia doméstica. En esta ocasión, Speed Queen también participó con una colección de ropa e instaló una nueva lavadora-secadora en un refugio para mujeres.